# 1. Tennis-Bundesliga (Herren) 2013
Die Tennis-Bundesliga der Herren wurde 2013 zum 42. Mal ausgetragen. Die 1. Liga bestand aus zehn Mannschaften. Erstmals nahm die Mannschaft des TC Bruckmühl-Feldkirchen teil, die letztes Jahr in die höchste Spielklasse aufgestiegen war. Dem Bremerhavener TV 1905 gelang ebenfalls der Aufstieg, sie spielten nach 2009 erneut in der Bundesliga. Die Spiele wurden vom 30. Juni bis 11. August 2013 ausgetragen.

## Spieltage und Mannschaften
| Spieltage                                    |
| -------------------------------------------- |
| 1. Spieltag: So., 30. Juni 2013, 11:00 Uhr   |
| 2. Spieltag: Fr., 5. Juli 2013, 13:00 Uhr    |
| 3. Spieltag: So., 7. Juli 2013, 11:00 Uhr    |
| 4. Spieltag: So., 14. Juli 2013, 11:00 Uhr   |
| 5. Spieltag: Fr., 19. Juli 2013, 13:00 Uhr   |
| 6. Spieltag: So., 21. Juli 2013, 11:00 Uhr   |
| 7. Spieltag: So., 28. Juli 2013, 11:00 Uhr   |
| 8. Spieltag: So., 4. August 2013, 11:00 Uhr  |
| 9. Spieltag: So., 11. August 2013, 11:00 Uhr |

| Mannschaften             |
| ------------------------ |
| TK Kurhaus Aachen        |
| Bremerhavener TV 1905    |
| TC Bruckmühl-Feldkirchen |
| Wacker Burghausen        |
| Rochusclub Düsseldorf    |
| Erfurter TC Rot-Weiß     |
| TC Blau-Weiss Halle      |
| HTC Blau-Weiß Krefeld    |
| TK Grün-Weiss Mannheim   |
| TC Blau-Weiss Neuss      |

## Abschlusstabelle
|     | Mannschaft                   | Begegnungen | Punkte | Matches | Sätze | Spiele  |
| --- | ---------------------------- | ----------- | ------ | ------- | ----- | ------- |
| 1.  | TK Kurhaus Aachen (M)        | 9           | 17:1   | 42:12   | 92:37 | 612:444 |
| 2.  | TC Blau-Weiss Halle          | 9           | 16:2   | 37:17   | 83:45 | 579:441 |
| 3.  | Erfurter TC Rot-Weiß         | 9           | 14:4   | 40:14   | 85:35 | 597:394 |
| 4.  | TK Grün-Weiss Mannheim       | 9           | 8:10   | 26:28   | 59:69 | 509:541 |
| 5.  | TC Blau-Weiss Neuss          | 9           | 8:10   | 23:31   | 53:71 | 472:576 |
| 6.  | Rochusclub Düsseldorf        | 9           | 7:11   | 24:30   | 61:64 | 511:498 |
| 7.  | Wacker Burghausen            | 9           | 6:12   | 22:32   | 55:67 | 493:517 |
| 8.  | HTC Blau-Weiß Krefeld        | 9           | 6:12   | 22:32   | 49:73 | 485:565 |
| 9.  | Bremerhavener TV 1905 (N)    | 9           | 6:12   | 20:34   | 53:76 | 488:563 |
| 10. | TC Bruckmühl-Feldkirchen (N) | 9           | 2:16   | 14:40   | 35:88 | 398:605 |

|                      |                                                                |
| Zum Saisonende 2012: |                                                                |
| (M)                  | Meister, Meister in der Vorsaison                              |
| (N)                  | Neuling, Aufsteiger aus der 2. Tennis-Bundesliga (Herren) 2012 |

| Zum Saisonende 2013:                                        |
| Meister Absteiger in die 2. Tennis-Bundesliga (Herren) 2014 |

## Mannschaftskader
| Pos. | Name                  |
| ---- | --------------------- |
| 1    | Paolo Lorenzi         |
| 2    | Thiemo de Bakker      |
| 3    | Federico Delbonis     |
| 4    | Marius Copil          |
| 5    | Arnau Brugués Davi    |
| 6    | Marco Trungelliti     |
| 7    | Javier Martí          |
| 8    | Steven Diez           |
| 9    | Peter Torebko         |
| 10   | Rui Machado           |
| 11   | Marc Sieber           |
| 12   | Juan-Martín Aranguren |
| 13   | Daniele Giorgini      |
| 14   | Massimo Ocera         |
| 15   | Peer Waller           |
| 16   | Sebastian Nanninga    |

| Pos. | Name                 |
| ---- | -------------------- |
| 1    | Janko Tipsarević     |
| 2    | Tommy Haas           |
| 3    | Jürgen Melzer        |
| 4    | Tobias Kamke         |
| 5    | Benjamin Becker      |
| 6    | Björn Phau           |
| 7    | Dušan Lajović        |
| 8    | Gerald Melzer        |
| 9    | Martin Fischer       |
| 10   | Denis Gremelmayr     |
| 11   | Simon Stadler        |
| 12   | Juan Pablo Brzezicki |
| 13   | Marc López           |
| 14   | Alexander Peya       |
| 15   | Patrick Mayer        |
| 16   | Alexander Kürschner  |

| Pos. | Name                  |
| ---- | --------------------- |
| 1    | Philipp Kohlschreiber |
| 2    | Florian Mayer         |
| 3    | Daniel Brands         |
| 4    | Roberto Bautista Agut |
| 5    | Philipp Petzschner    |
| 6    | Steve Darcis          |
| 7    | Andreas Beck          |
| 8    | Matthias Bachinger    |
| 9    | Simon Greul           |
| 10   | Julian Reister        |
| 11   | Cedrik-Marcel Stebe   |
| 12   | Dominik Meffert       |
| 13   | Michal Mertiňák       |
| 14   | Alexander Zverev      |
| 15   | František Čermák      |
| 16   | Leif Berger           |

| Pos. | Name                    |
| ---- | ----------------------- |
| 1    | Pablo Andújar           |
| 2    | Albert Montañés         |
| 3    | Igor Sijsling           |
| 4    | Pere Riba               |
| 5    | Mischa Zverev           |
| 6    | Teimuras Gabaschwili    |
| 7    | Jesse Huta Galung       |
| 8    | Adrián Menéndez         |
| 9    | Jozef Kovalík           |
| 10   | Sergio Gutiérrez Ferrol |
| 11   | Filip Horanský          |
| 12   | Martin Emmrich          |
| 13   | Maximilian Scheiter     |
| 14   | Óscar Sabate Bretos     |
| 15   | Lucius von Arnim        |
| 16   | Aaron Stahl             |

| Pos. | Name                   |
| ---- | ---------------------- |
| 1    | Carlos Berlocq         |
| 2    | Guillermo García López |
| 3    | Aljaž Bedene           |
| 4    | Kenny de Schepper      |
| 5    | Andreas Haider-Maurer  |
| 6    | João Sousa             |
| 7    | Blaž Rola              |
| 8    | Michael Lammer         |
| 9    | Philipp Oswald         |
| 10   | Jeremy Jahn            |
| 11   | Filip Polášek          |
| 12   | Julian Knowle          |
| 13   | Johannes Ager          |
| 14   | Christian Magg         |
| 15   | Oskar Männer           |
| 16   | Maximilian Zell        |

| Pos. | Name                    |
| ---- | ----------------------- |
| 1    | Marcel Granollers       |
| 2    | Jarkko Nieminen         |
| 3    | Marcos Baghdatis        |
| 4    | Horacio Zeballos        |
| 5    | Daniel Gimeno Traver    |
| 6    | Albert Ramos Viñolas    |
| 7    | Robin Haase             |
| 8    | Simone Bolelli          |
| 9    | Jan-Lennard Struff      |
| 10   | Rubén Ramírez Hidalgo   |
| 11   | Daniel Muñoz de la Nava |
| 12   | Potito Starace          |
| 13   | David Marrero           |
| 14   | Christopher Kas         |
| 15   | Johannes Kolowrat       |
| 16   | Laurenz Pawlowski       |

| Pos. | Name              |
| ---- | ----------------- |
| 1    | Leonardo Mayer    |
| 2    | Filippo Volandri  |
| 3    | Flavio Cipolla    |
| 4    | Ruben Bemelmans   |
| 5    | Peter Gojowczyk   |
| 6    | Antonio Veić      |
| 7    | Gianluca Naso     |
| 8    | Gerard Granollers |
| 9    | Frederico Gil     |
| 10   | Stefan Seifert    |
| 11   | Andre Begemann    |
| 12   | Kevin Deden       |
| 13   | Sascha Klör       |
| 14   | Marius Zay        |
| 15   | Max Hertl         |

| Pos. | Name                    |
| ---- | ----------------------- |
| 1    | Martin Kližan           |
| 2    | Fabio Fognini           |
| 3    | Gilles Müller           |
| 4    | Paul Capdeville         |
| 5    | Dušan Lojda             |
| 6    | Dominic Thiem           |
| 7    | Damir Džumhur           |
| 8    | Nicolas Reissig         |
| 9    | Robin Kern              |
| 10   | Stefano Napolitano      |
| 11   | Błażej Koniusz          |
| 12   | Gerald Kamitz           |
| 13   | Christoph Steiner       |
| 14   | Johann-Georg Fankhauser |
| 15   | Moritz Holzer           |

| Pos. | Name                   |
| ---- | ---------------------- |
| 1    | Andreas Seppi          |
| 2    | Jérémy Chardy          |
| 3    | Lukáš Rosol            |
| 4    | Victor Hănescu         |
| 5    | Édouard Roger-Vasselin |
| 6    | Łukasz Kubot           |
| 7    | Marc Gicquel           |
| 8    | Uladsimir Ihnazik      |
| 9    | Josselin Ouanna        |
| 10   | Jan Mertl              |
| 11   | Ivo Minář              |
| 12   | Marco Mirnegg          |
| 13   | Leoš Friedl            |
| 14   | Oliver Marach          |

| Pos. | Name                 |
| ---- | -------------------- |
| 1    | Martín Alund         |
| 2    | Matteo Viola         |
| 3    | Íñigo Cervantes      |
| 4    | Malek Jaziri         |
| 5    | Renzo Olivo          |
| 6    | Alessandro Giannessi |
| 7    | Nicolas Devilder     |
| 8    | Máximo González      |
| 9    | Patricio Heras       |
| 10   | Pablo Galdón         |
| 11   | Diego Junqueira      |
| 12   | Antal van der Duim   |
| 13   | Jens Janssen         |
| 14   | Martin Strogies      |

## Ergebnisse
| Datum/Uhrzeit              | Heimmannschaft                | Gastmannschaft                | Matches | Sätze | Spiele |
| -------------------------- | ----------------------------- | ----------------------------- | ------- | ----- | ------ |
| So., 30. Juni, 11:00 Uhr   | HTC Blau-Weiß Krefeld         | Rochusclub Düsseldorf         | 2:4     | 4:10  | 52:73  |
| So., 30. Juni, 11:00 Uhr   | Wacker Burghausen             | TK GW Mannheim                | 5:1     | 10:3  | 64:48  |
| So., 30. Juni, 11:00 Uhr   | TC Bruckmühl-Feldkirchen      | TK Kurhaus Lambertz Aachen    | 1:5     | 2:10  | 42:68  |
| So., 30. Juni, 11:00 Uhr   | Erfurter Tennis-Club Rot-Weiß | Bremerhavener TV 1905         | 5:1     | 11:2  | 70:41  |
| So., 30. Juni, 11:00 Uhr   | TC Blau-Weiss Neuss           | TC Blau-Weiß Halle            | 1:5     | 2:11  | 42:73  |
| Fr., 5. Juli, 13:00 Uhr    | HTC Blau-Weiß Krefeld         | TK Kurhaus Lambertz Aachen    | 2:4     | 6:10  | 54:64  |
| Fr., 5. Juli, 13:00 Uhr    | Bremerhavener TV 1905         | TK GW Mannheim                | 3:3     | 9:7   | 60:48  |
| Fr., 5. Juli, 13:00 Uhr    | Erfurter Tennis-Club Rot-Weiß | TC Blau-Weiß Halle            | 2:4     | 5:10  | 47:64  |
| Fr., 5. Juli, 13:00 Uhr    | Rochusclub Düsseldorf         | TC Bruckmühl-Feldkirchen      | 6:0     | 12:1  | 71:21  |
| Fr., 5. Juli, 13:00 Uhr    | TC Blau-Weiss Neuss           | Wacker Burghausen             | 2:4     | 4:10  | 45:67  |
| So., 7. Juli, 11:00 Uhr    | TK Kurhaus Lambertz Aachen    | Wacker Burghausen             | 6:0     | 12:2  | 69:47  |
| So., 7. Juli, 11:00 Uhr    | TC Bruckmühl-Feldkirchen      | Bremerhavener TV 1905         | 5:1     | 11:5  | 72:57  |
| So., 7. Juli, 11:00 Uhr    | Rochusclub Düsseldorf         | TC Blau-Weiss Neuss           | 2:4     | 6:8   | 62:54  |
| So., 7. Juli, 11:00 Uhr    | TC Blau-Weiß Halle            | HTC Blau-Weiß Krefeld         | 5:1     | 10:2  | 68:42  |
| So., 7. Juli, 11:00 Uhr    | TK GW Mannheim                | Erfurter Tennis-Club Rot-Weiß | 2:4     | 4:9   | 56:68  |
| So., 14. Juli, 11:00 Uhr   | HTC Blau-Weiß Krefeld         | Erfurter Tennis-Club Rot-Weiß | 1:5     | 4:11  | 43:68  |
| So., 14. Juli, 11:00 Uhr   | Wacker Burghausen             | TC Blau-Weiß Halle            | 2:4     | 7:8   | 53:56  |
| So., 14. Juli, 11:00 Uhr   | Bremerhavener TV 1905         | Rochusclub Düsseldorf         | 3:3     | 7:8   | 52:64  |
| So., 14. Juli, 11:00 Uhr   | TC Bruckmühl-Feldkirchen      | TC Blau-Weiss Neuss           | 1:5     | 4:11  | 59:67  |
| So., 14. Juli, 11:00 Uhr   | TK GW Mannheim                | TK Kurhaus Lambertz Aachen    | 2:4     | 4:10  | 44:69  |
| Fr., 19. Juli, 13:00 Uhr   | HTC Blau-Weiß Krefeld         | TC Bruckmühl-Feldkirchen      | 4:2     | 8:4   | 65:56  |
| Fr., 19. Juli, 13:00 Uhr   | Bremerhavener TV 1905         | TC Blau-Weiß Halle            | 1:5     | 3:11  | 45:70  |
| Fr., 19. Juli, 13:00 Uhr   | Erfurter Tennis-Club Rot-Weiß | TK Kurhaus Lambertz Aachen    | 2:4     | 4:9   | 57:71  |
| Fr., 19. Juli, 13:00 Uhr   | Rochusclub Düsseldorf         | Wacker Burghausen             | 4:2     | 10:4  | 69:53  |
| Fr., 19. Juli, 13:00 Uhr   | TC Blau-Weiss Neuss           | TK GW Mannheim                | 2:4     | 5:8   | 55:59  |
| So., 21. Juli, 11:00 Uhr   | Wacker Burghausen             | TC Bruckmühl-Feldkirchen      | 6:0     | 12:0  | 74:30  |
| So., 21. Juli, 11:00 Uhr   | TK Kurhaus Lambertz Aachen    | Bremerhavener TV 1905         | 6:0     | 12:2  | 75:43  |
| So., 21. Juli, 11:00 Uhr   | TC Blau-Weiß Halle            | Rochusclub Düsseldorf         | 4:2     | 8:6   | 58:53  |
| So., 21. Juli, 11:00 Uhr   | TC Blau-Weiss Neuss           | Erfurter Tennis-Club Rot-Weiß | 0:6     | 1:12  | 35:75  |
| So., 21. Juli, 11:00 Uhr   | TK GW Mannheim                | HTC Blau-Weiß Krefeld         | 2:4     | 5:8   | 60:63  |
| So., 28. Juli, 11:00 Uhr   | HTC Blau-Weiß Krefeld         | Bremerhavener TV 1905         | 2:4     | 4:10  | 48:67  |
| So., 28. Juli, 11:00 Uhr   | TK Kurhaus Lambertz Aachen    | TC Blau-Weiss Neuss           | 6:0     | 12:4  | 71:47  |
| So., 28. Juli, 11:00 Uhr   | TC Bruckmühl-Feldkirchen      | TC Blau-Weiß Halle            | 2:4     | 5:9   | 43:65  |
| So., 28. Juli, 11:00 Uhr   | Erfurter Tennis-Club Rot-Weiß | Wacker Burghausen             | 5:1     | 10:3  | 69:37  |
| So., 28. Juli, 11:00 Uhr   | Rochusclub Düsseldorf         | TK GW Mannheim                | 1:5     | 4:10  | 45:64  |
| So., 4. August, 11:00 Uhr  | Bremerhavener TV 1905         | Wacker Burghausen             | 6:0     | 12:2  | 70:52  |
| So., 4. August, 11:00 Uhr  | Rochusclub Düsseldorf         | Erfurter Tennis-Club Rot-Weiß | 0:6     | 0:12  | 25:73  |
| So., 4. August, 11:00 Uhr  | TC Blau-Weiß Halle            | TK Kurhaus Lambertz Aachen    | 3:3     | 8:7   | 61:54  |
| So., 4. August, 11:00 Uhr  | TC Blau-Weiss Neuss           | HTC Blau-Weiß Krefeld         | 4:2     | 8:5   | 63:57  |
| So., 4. August, 11:00 Uhr  | TK GW Mannheim                | TC Bruckmühl-Feldkirchen      | 4:2     | 10:6  | 68:53  |
| So., 11. August, 11:00 Uhr | Wacker Burghausen             | HTC Blau-Weiß Krefeld         | 2:4     | 5:8   | 46:61  |
| So., 11. August, 11:00 Uhr | TK Kurhaus Lambertz Aachen    | Rochusclub Düsseldorf         | 4:2     | 10:5  | 71:49  |
| So., 11. August, 11:00 Uhr | Bremerhavener TV 1905         | TC Blau-Weiss Neuss           | 1:5     | 3:10  | 53:64  |
| So., 11. August, 11:00 Uhr | Erfurter Tennis-Club Rot-Weiß | TC Bruckmühl-Feldkirchen      | 5:1     | 11:2  | 70:22  |
| So., 11. August, 11:00 Uhr | TC Blau-Weiß Halle            | TK GW Mannheim                | 3:3     | 8:8   | 64:62  |